# Ludwig Lewi
Ludwig Mawrikijewitsch Lewi (russisch Людвиг Маврикиевич Леви; * 31. Dezember 1853jul. / 12. Januar 1854greg. in Warschau; † 16. Mai 1927 in Moskau) war ein polnisch-sowjetischer Eisenbahningenieur.

## Leben
Lewi stammte aus einer jüdischen Familie. Nach dem Besuch des Warschauer Gymnasiums studierte er an der Universität Warschau in der Physik-Mathematik-Fakultät mit Abschluss 1874. Darauf legte er am St. Petersburger Institut des Eisenbahningenieur-Korps die Eingangsprüfungen ab und studierte dort mit Abschluss 1877 als Diplom-Verkehrsingenieur.
Die praktische Tätigkeit begann Lewi als Schlosser an der Sdolbuniw-Bahnstrecke, um dann als Hilfslokführer zu arbeiten. 1879 kam er als Fahrbetriebstechniker in die Verwaltung der Kiew-Brester Eisenbahn.
Die Südwest-Eisenbahn berief Lewi 1880 zum Leiter des Dampflokomotivfahrbetriebs. Ab 1886 leitete er die Technik-Abteilung des Fahrbetriebs der Südwest-Eisenbahn. Er arbeitete mit dem Chefingenieur für die Schienenfahrzeuge und die Werkstätten Alexander Borodin zusammen und beteiligte sich an dessen Aufbau des weltweit ersten Prüflaboratoriums für Dampflokomotiven in Kiew. Gemeinsam entwickelten sie eine Methode zur Überprüfung der Dampflokomotiven in Fahrt.
Lewi arbeitete ab 1897 bei der Moskau-Windau-Rybinsk-Bahn und ab 1902 bei der Moskau-Kiew-Woronesch-Bahn. Er konstruierte 1898 die Dampflokomotive R, die von 1892 bis 1914 in Russland und Deutschland gebaut wurde. Er beschäftigte sich mit der Ausnutzung des Verbunddampfsystems. In seinen wissenschaftlichen Veröffentlichungen behandelte er auch die technischen Besonderheiten der Kopplung von Lokomotive und Tender und Probleme der Stahlqualität bei der Herstellung von Eisenbahnradreifen. Für das Walzen von Produkten für die Eisenbahn schlug er Standardprofile vor. Er untersuchte das Bremssystem der Waggons und die Gusseisen-Bremsklötze in Abhängigkeit von den Betriebszuständen. Er entwickelte 1902 eine Formel für die Zusammenstellung von Zügen in Abhängigkeit von der Leistungsfähigkeit der Dampflokomotiven. Besonders widmete er sich dem Zustand der Gleise und der Signalisierung an unbewachten Bahnübergängen. Er kümmerte sich um die Wasserqualität in den Bahnhöfen und schlug chemische Methoden zur Reinigung und ein System zur Desinfektion und Säuberung der Waggons vor. Er verfasste Stellenbeschreibungen für die Tätigkeiten des technischen und des Verwaltungspersonals und setzte sie um.
Nach der Oktoberrevolution wurde Lewi 1918 zur ungarischen Eisenbahn geschickt, wo er auf der Bahnstrecke Arad-Csongrád den Triebwagen-Verkehr organisierte. Ab 1918 war er Mitglied des Wissenschafts- und Technik-Rats des Volkskommissariats für Verkehr der RSFSR und ständiges Mitglied der Kommission für den Fahrzeugbestand und die Werkstätten. Nach dem Tod des Vorsitzenden der Mechanik-Sektion Nikolai Schtschukin wurde Lewi zu seinem Nachfolger gewählt.